# Jean Nicoli
Jean André Napoléon Nicoli (San Gavino di Carbini, 27 agosto 1899 – Bastia, 30 agosto 1943) è stato un partigiano francese.

## Biografia
Nato nel paese di San Gavino di Carbini nella Corsica del Sud nel 1899, di professione insegnante, insegnò nell'allora Senegal francese negli anni venti e trenta, divenne membro della Sezione Francese dell'Internazionale Operaia (SFIO) e poi del Partito Comunista Francese, durante l'occupazione italiana della Corsica divenne responsabile del Fronte Nazionale della regione di Ajaccio nel 1942 con Nonce Bienelli e Arthur Giovoni.
Organizzò la missione segreta Pearl Harbour arrivando ad Algeri con il sommergibile Casabianca il 14 dicembre 1942, dal 6 febbraio 1943 divenne responsabile per la raccolta di armi dell'operazione, assieme agli agenti della missione Toussaint e Pierre Griffi, Laurent Preziosi e Roger de Saule. Arrestato dall'OVRA nel giugno 1943, venne condannato a morte per decapitazione il 30 agosto dello stesso anno a Bastia.

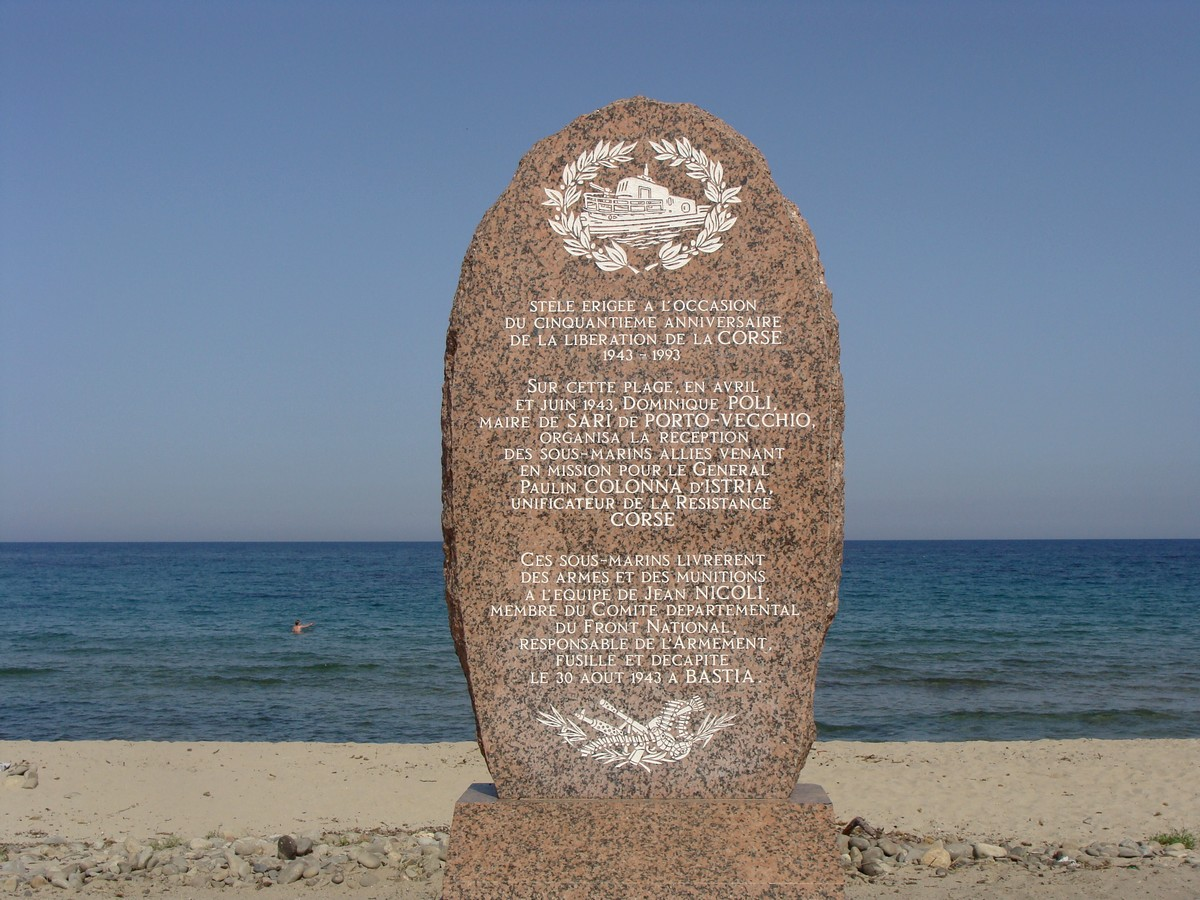
Monumento alla resistenza corsa sulla spiaggia di Solaro